# Treintanario
Se denomina treintanario a las exequias u honras fúnebres que se hacen por un difunto por espacio de treinta días continuados o el día trigésimo después de su fallecimiento.
Se distinguen los siguientes tipos de treintanario:
- Treintanario encerrado. Número de treinta misas que se decían en sufragio de un difunto por espacio de treinta días seguidos permaneciendo el celebrante encerrado en la iglesia.
- Treintanario llano. Número de treinta misas celebradas en treinta días seguidos por el alma de un difunto.
- Treintanario revelado. Número de treinta misas que se decían por espacio de treinta días seguidos en sufragio de un difunto estando durante ellos encerrado el sacerdote en la iglesia haciendo algunos ejercicios en virtud de lo cual se creía superticiosamente que Dios había de revelar al fin el estado del alma del difunto.